# Partícula cargada

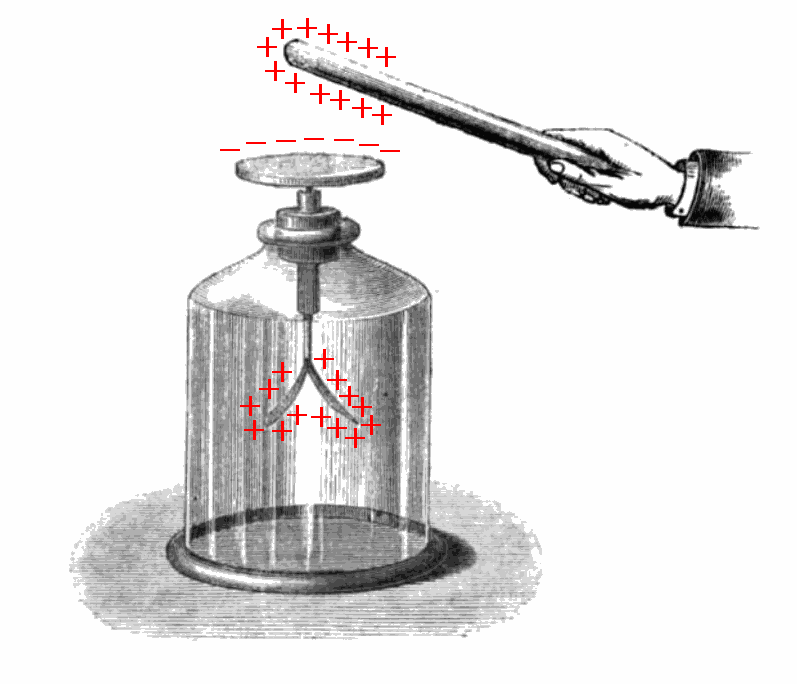
El electroscopio de pan de oro, un instrumento científico inventado en 1787 por el clérigo británico Abraham Bennet que detecta la carga eléctrica. Consiste en un par de delicadas hojas de oro que cuelgan paralelas entre sí de un poste de latón, protegidas por un frasco de vidrio.

En física, una partícula cargada es una partícula con carga eléctrica. Puede ser una partícula subatómica o un ion. Dos partículas que tienen diferente número de electrones (la partícula más pequeña en el átomo de carga negativa) empiezan a reaccionar entre sí. La partícula que tiene mayor cantidad de electrones le quita electrones a la otra partícula. Una se convierte positiva porque pierde un electrón, y la otra negativa porque obtuvo un electrón.
Se le denomina plasma al conjunto de partículas cargadas, o incluso a un gas que contiene una proporción de partículas cargadas, el cual es llamado el cuarto estado de la materia porque sus propiedades son muy diferentes de los sólidos, líquidos, y gases (el plasma es el estado de la materia más común en el universo).
Los efectos de una partícula cargada van más allá del laboratorio. Véase aurora boreal.